# Rhanidophora phedonia
Rhanidophora phedonia is een vlinder uit de familie spinneruilen (Erebidae). De wetenschappelijke naam is voor het eerst geldig gepubliceerd in 1781 door Stoll.
De soort komt voor in tropisch Afrika.